# Gaston Moch
Pour les articles homonymes, voir Moch.

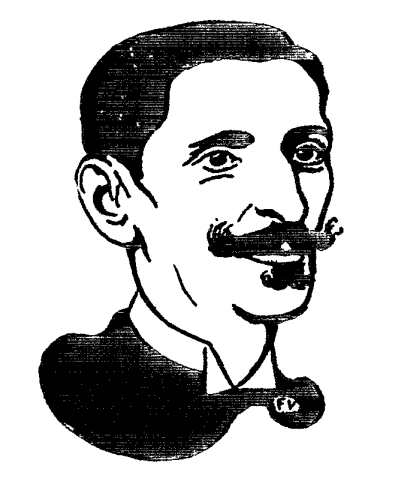
Gaston Moch
Portrait par Félix Vallotton
paru dans La Revue blanche en 1898.

Gaston Moch, né le 6 mars 1859 à Saint-Cyr-l'École (Yvelines) et mort le 3 juillet 1935 dans le 13e arrondissement de Paris, est un pacifiste et espérantiste français. Partisan d'une armée démocratique, il apporta son soutien à son camarade Alfred Dreyfus et fut l'un des dirigeants du mouvement espérantiste.

## Pacifiste
Il est le fils d'un officier de carrière juif, Jules Moch (en) (1829-1881), ancien élève de l'École spéciale militaire de Saint-Cyr, mort alors qu'il était lieutenant-colonel du 130e régiment d'infanterie et chevalier de la Légion d'honneur.
Polytechnicien, puis capitaine d'artillerie, Gaston Moch publie en 1893 un ouvrage dans lequel il prédit une guerre de quatre ans qui unira les peuples combattants. En 1894, il démissionne de l'armée et se consacre à la propagande pacifiste en prônant l'entente franco-allemande et la défense des droits de l'homme. Il fonde et dirige l’Espoir pacifiste (1905-1908) et préside l'Institut international de la paix (à Monaco).
Il n'en est pas moins patriote et sert volontairement sous les drapeaux durant la Grande Guerre. À ce titre, il est fait officier de la Légion d'honneur en 1919 en qualité de chef d'escadron d'artillerie territorial à la « direction des inventions, études et expériences techniques ».

## Espérantiste
En 1879, alors qu'il est étudiant à l'École polytechnique, il lit un ouvrage de Gottfried Wilhelm Leibniz et se passionne pour le problème de la communication internationale. Il adhère au mouvement espérantiste en 1889 et, pendant de nombreuses années, en fait la promotion par ses paroles et ses écrits.
Le 31 mars 1900, il fait un discours à la suite duquel est fondé le Groupe parisien, dont il devient président. Mais il souhaite que la langue soit réformée et corrigée. À la suite du refus de Zamenhof, il continue son action en faveur d'une réforme à laquelle il finit par attirer de Louis de Beaufront. Il participe aux travaux de la Délégation en tant que remplaçant d'Émile Boirac en 1907, mais se détourne peu à peu de l'espéranto. Lorsque la commission désignée par la Délégation termine son travail en 1913, il adopte définitivement le système réformé. Plus tard, il rejette l'idée même d'une langue planifiée.

## Famille
Gaston Moch est le père du ministre socialiste Jules Moch.

## Principales publications
- La Défense nationale et la défense des côtes (1894) Texte en ligne
- L'Alsace-Lorraine devant l'Europe, essai de politique positive (1894) Texte en ligne
- Alsace-Lorraine, réponse à un pamphlet allemand (1895)
- La Question de la langue internationale et sa solution par l'espéranto (1897)
- L'Ère sans violence (1899)
- L'Armée d'une démocratie (1900)
- La Réforme militaire. Vive la milice ! (1900)
- Vers la fédération d'Occident : désarmons les Alpes ! (1905) Texte en ligne
- Histoire sommaire de l'arbitrage permanent (1905)
- La Question de la légion étrangère (1914)
- La Relativité des phénomènes. Les Conceptions nouvelles d'Einstein. La Masse et l'énergie. L'Espace à quatre dimensions et le temps. Les Mondes fictifs (Flammarion, Bibliothèque de philosophie scientifique, 1921)
- Initiation aux théories d'Einstein (1922)

### Ouvrages en espéranto
- Historio resuma de l'arbitracio konstanta (1905)
- Pri la elparolado de esperanto (1907)

#### Traductions du français vers l'espéranto
- Tristan Bernard : Angla lingvo sen profesoro, unuakta Komedio el franca lingvo (1907)
- Edmond About : La rêgo de la montoj : el la 153a milo de la franca eldono (1909)
- Anatole France : Pensées de Riquet et Les Juges intègres, traduits en esperanto primitif et en ido. Pensoj de Henĉjo kaj La Neriprocebla jugistoj de Anatole France. Pensi di Riquet e La Judiciisti yustega, da Anatole France (1921)